# Neuhofen an der Ybbs
Neuhofen an der Ybbs – gmina targowa w Austrii, w kraju związkowym Dolna Austria, w powiecie Amstetten, w rejonie Mostviertel. Liczy 2860 mieszkańców (1 stycznia 2014).